# La Pobla de Lillet
Pobla de Lillet (oficialmente y en catalán La Pobla de Lillet) es un municipio y localidad española de la provincia de Barcelona, en la comunidad autónoma de Cataluña. El término municipal, ubicado en la comarca del Bergadá, tiene una población censada de 1109 habitantes (INE 2024).

## Geografía

Localización de Pobla de Lillet en el Bergadá.

Está situado al noreste de la comarca del Bergadá y en el límite con la del Ripollés, a orillas del río Llobregat.
Sus poblaciones más cercanas son Castellar de Nuch (Norte), Gombreny (Este) y Guardiola de Berga (Oeste).

## Distritos y barrios
Pobla de Lillet tiene diferentes barrios o urbanizaciones delimitadas. Estos son:

### Les Coromines
Uno de los barrios más grandes del pueblo, que consta de 8 calles, enumeradas por su ordinal (1º de Corominas, 2º de Corominas, etc.) y un camino pecuario. Tiene la ermita de San Antonio (Sant Antoni) i una plaza, la Plaza de las Corominas (Plaça de les Coromines). Antes había muchos establecimientos en el barrio, de los cuales actualmente solo queda uno, de mermeladas caseras, en la calle núm. 2.

### La Plana
Uno de los barrios de acceso-salida del pueblo por la vía férrea del mismo, que consta de pocas calles con diferentes desniveles. El barrio es bastante conocido y concurrido por su situación en cuanto al tren turístico que pasa por Pobla, pues en La Plana se encuentra la vía férrea (que, cuando el tren no hace servicio, se puede utilizar por diferentes vehículos de motor para salir o acceder al pueblo).

### La Vila
El barrio más céntrico de Pobla y el más concurrido debido a su aglomeración de servicios, tales como bares, tiendas o negocios varios. La carretera B-402 atraviesa dicho barrio, ya que este está en medio de dicha vía, que atraviesa, a su vez, el pueblo. Algunas de sus calles y plazas son: Plaza del Fort, Calle de la Iglesia, calle Vieja, Calle Jossà o Plaza del Castillo (donde se encuentran la Iglesia y el Centro Cívico del pueblo).

### El Firal
Uno de los barrios más nuevos de La Pobla y en el que se encuentra una plaza y tres calles, una de ellas (Calle de Antoni Gaudí) antes poco edificada, con sólo una fila de casas adosadas, pero que con el tiempo ha evolucionado dando una bonita calle construida, compuesta por diferentes pisos y casas. Rodeando dicha plaza se encuentran diferentes edificios de pisos, todos iguales (cuadrados y de color anaranjado). No hay servicios pero el barrio es próximo a una gasolinera, la única que posee el pueblo (En la B-402, km 9,9)

### La Mola
El barrio que fronteriza con La Plana, y que consta de tres o cuatro de calles y una plaza. Ésta, se denomina Plaza de la Mola (Plaça de la Mola) y tiene dos calles que la rodean, Calle Nueva y Calle Cerdaña (Carrer Nou i Carrer Cerdanya, respectivamente). La calle Pasaje del Padre Ramón (Pge. del Pare Ramón) también constaría en el barrio de La Mola. Pocos servicios y situación en él del asilo del pueblo, "Residència d'Avis Lillet".

### El Carrilet
Consta de todos los edificios de lado a lado de la vía férrea por la cual pasa el tren turístico (denominado éste "El Carrilet"), de ahí el nombre del barrio. Se encuentra un campo de Tenis y un parque infantil, así como diferentes chalets y bloques de pisos, debidamente delimitados unos y otros).

### El Capdevall
Barrio que consta de cinco calles y una plaza en su centro, la Plaza del Capdevall (Plaça del Capdevall). Sus calles son: Calle de la Fuente (vía que conduce al barrio de las Corominas), calle del Medio (antes Calle de Santa Vedruna), Calle de Abajo y Furriolas Altas y Bajas.

### Comafiguera
Uno de los barrios más actualizados y nuevos, en el que se encuentran diferentes zonas deportivas (hasta que no se ubiquen en el polideportivo que se está construyendo en el Barrio de la Mola, en la calle Pontarró), tales como un campo de fútbol (de tierra), un campo de fútbol sala (asfaltado) y la piscina municipal (con zonas verdes y un par de piscinas, incluyendo su bar al lado), esta última ubicada al lado de una de Imprenta (Impremta Boixader SCP). Hay chalets adosados (calle Nazaret) y diferentes edificios con pisos (calle Comafiguera). Su parecido en actualización y tipo de casas (chalets y pisos) hace parecerse al barrio del Firal.
En la mayoría de los barrios, en verano, se celebra su correspondiente fiesta. Normalmente, cada sábado desde julio hasta agosto, se celebra la fiesta de cada uno de ellos. Se suelen celebrar en las plazas del barrio que pertenezca (así pues, la fiesta del barrio de Corominas se realizará en la Plaza de las Corominas; la fiesta del Capdevall se realizará en la Plaza del Capdevall, etc.). En el barrio de Corominas y, últimamente en algunos más, es tradición celebrar una cena sobre las 9 de la noche para todo aquel que quiera, antes de realizar bailes para mayores y jóvenes, y donde la tarde anterior se realizan juegos para todo aquel que quiera disfrutar, todo ello acompañado con buena música y diferentes dulces para merendar.

## Historia
El topónimo Lillet, que significa "campo de lirios", aparece citado por primera vez en un documento de 833. En 921 pertenecía al condado de Cerdaña y parte de sus tierras formaban parte de las posesiones del Monasterio de San Juan de las Abadesas.
La iglesia del castillo estaba ocupada en el siglo XI por una comunidad procedente de Aquisgrán y en el siglo XII los señores del castillo eran la familia Ponç. El castillo pasó por diversos señores hasta que en el siglo XIII quedó en manos de la familia Mataplana.
En 1389 el castillo fue fortificado ya que existía el peligro de ataque por parte de las tropas del conde de Armañac. La villa fue incendiada durante la guerra contra el rey Juan II de Castilla.

## Economía
La principal actividad económica es la industria. La villa fue durante muchos años una de las principales localidades catalanas de la industria textil lanera. La agricultura es escasa. Existen algunas granjas de ganado, especialmente bovino y ovino.

## Gobierno y administración
| Periodo   | Nombre                                           | Partido               |
| --------- | ------------------------------------------------ | --------------------- |
| 1979-1983 | Joan Casanova Guitart                            | Partido Independiente |
| 1983-1987 | Joan Casanova Guitart                            | Partido Independiente |
| 1987-1991 | Josep Bober Camprubi                             | CiU                   |
| 1991-1995 | Josep Bober Camprubi                             | CiU                   |
| 1995-1999 | Josep Bober Camprubi                             | CiU                   |
| 1999-2003 | Joan Casanova Guitart                            | PSC-PSOE              |
| 2003-2007 | Joan Casanova Guitart Mari Carme Rosell i Espelt | PSC-PSOE              |
| 2007-2011 | Mari Carme Rosell i Espelt                       | PSC-PSOE              |
| 2011-2015 | Vicenç Linares i Clota                           | CiU                   |
| 2015-2019 | Vicenç Linares i Clota                           | CiU                   |
| 2019-2023 | Enric Pla Aramberri                              | ERC                   |

## Demografía
Pobla de Lillet cuenta con una población de 1109 habitantes (INE 2024).
| Gráfica de evolución demográfica de Pobla de Lillet entre 1842 y 2021                                                 |
| |
| Población de derecho según los censos de población del INE. Población de hecho según los censos de población del INE. |

## Fiestas
Pobla de Lillet celebra su fiesta mayor el primer domingo de octubre. No obstante en verano se celebra la segunda fiesta mayor, la cual se la llama como la "fiesta mayor pequeña" (festa major petita).

## Lugares de interés

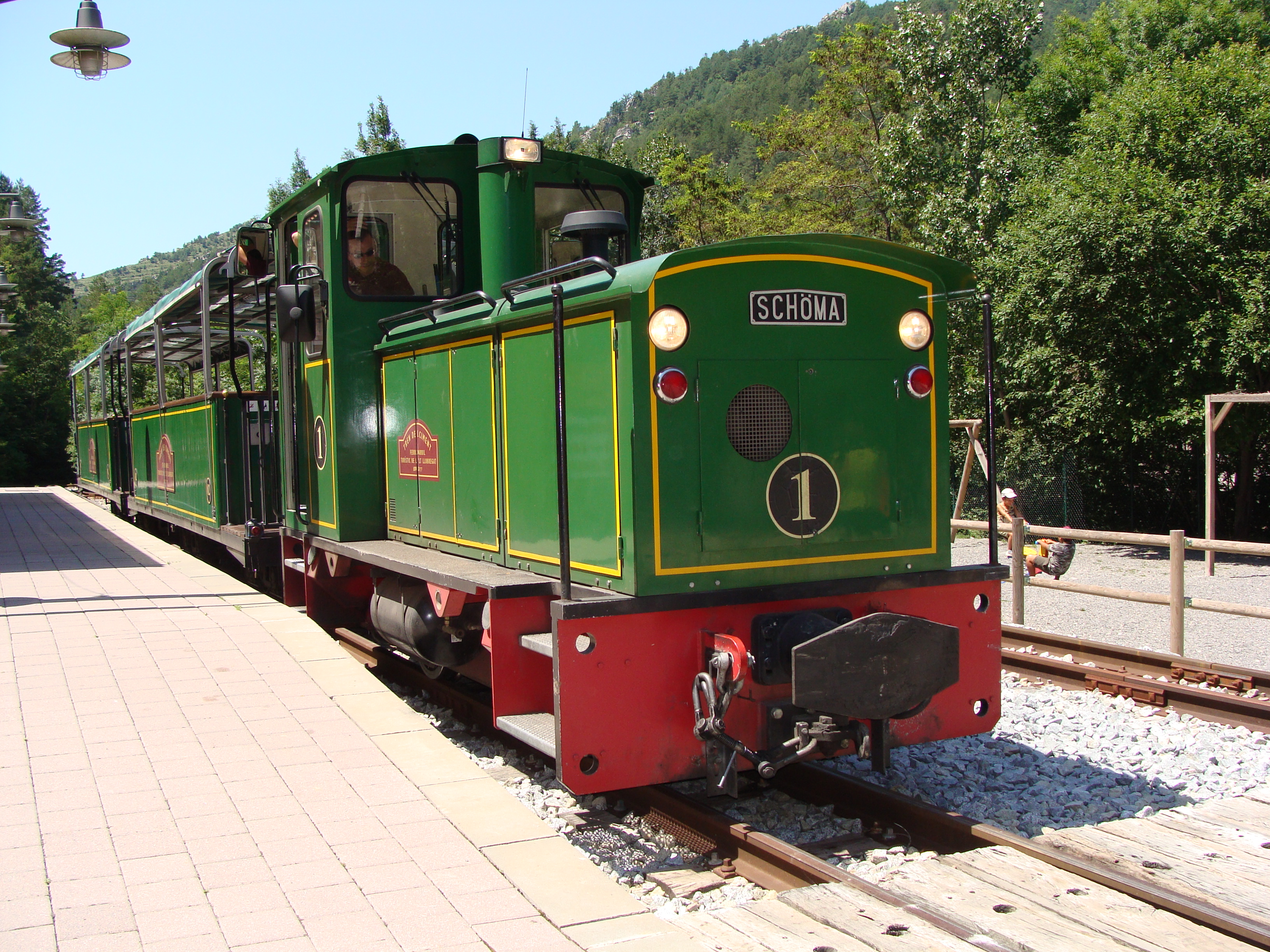
Tren del Cemento

- El Tren del Cemento, que une Pobla de Lillet con el Museo del Cemento Asland, y la exposición de Ferrocarriles secundarios, turísticos e industriales en el valle del Llobregat.[4]

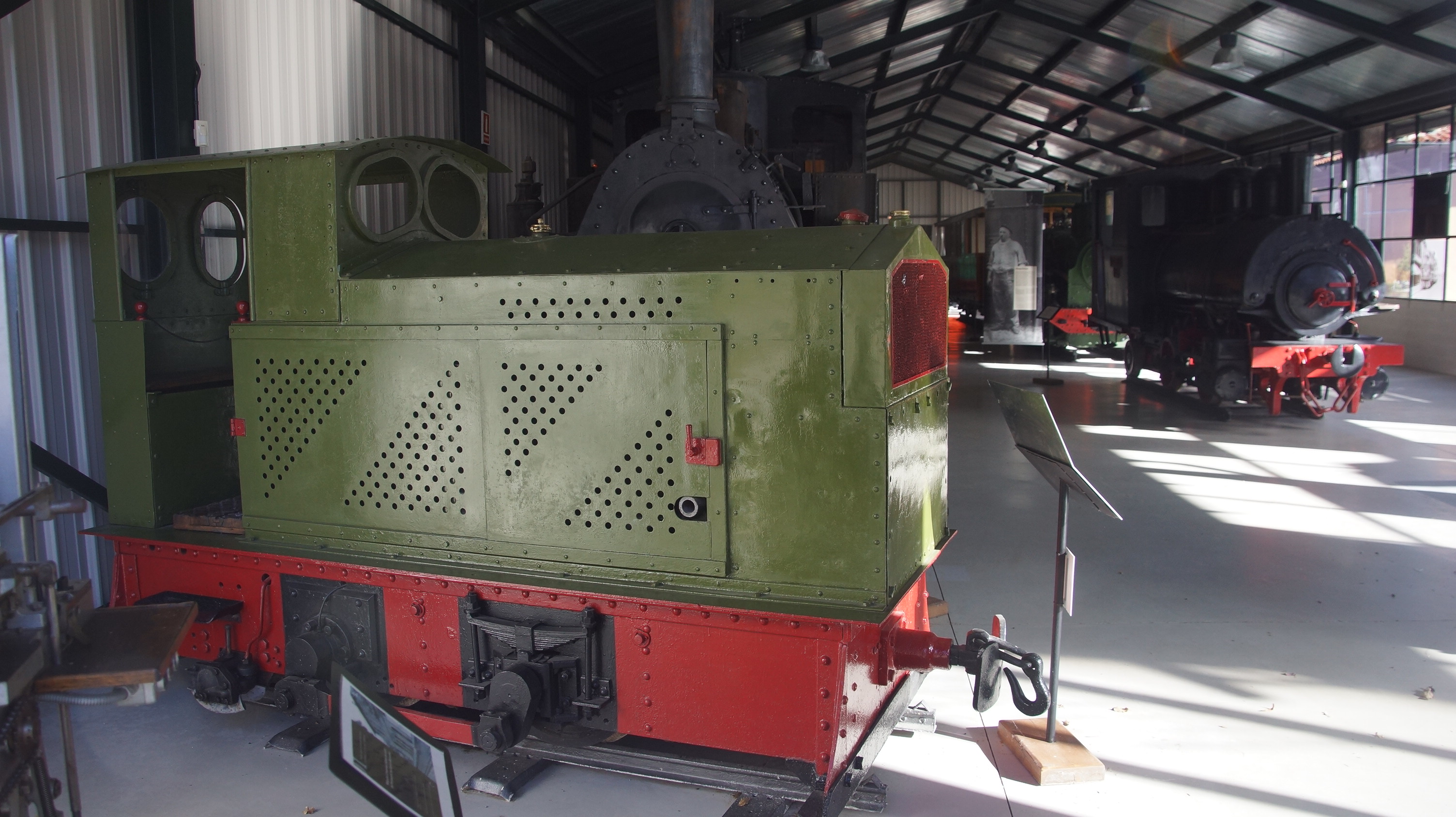
600 mm Orenstein & Koppel, 1934
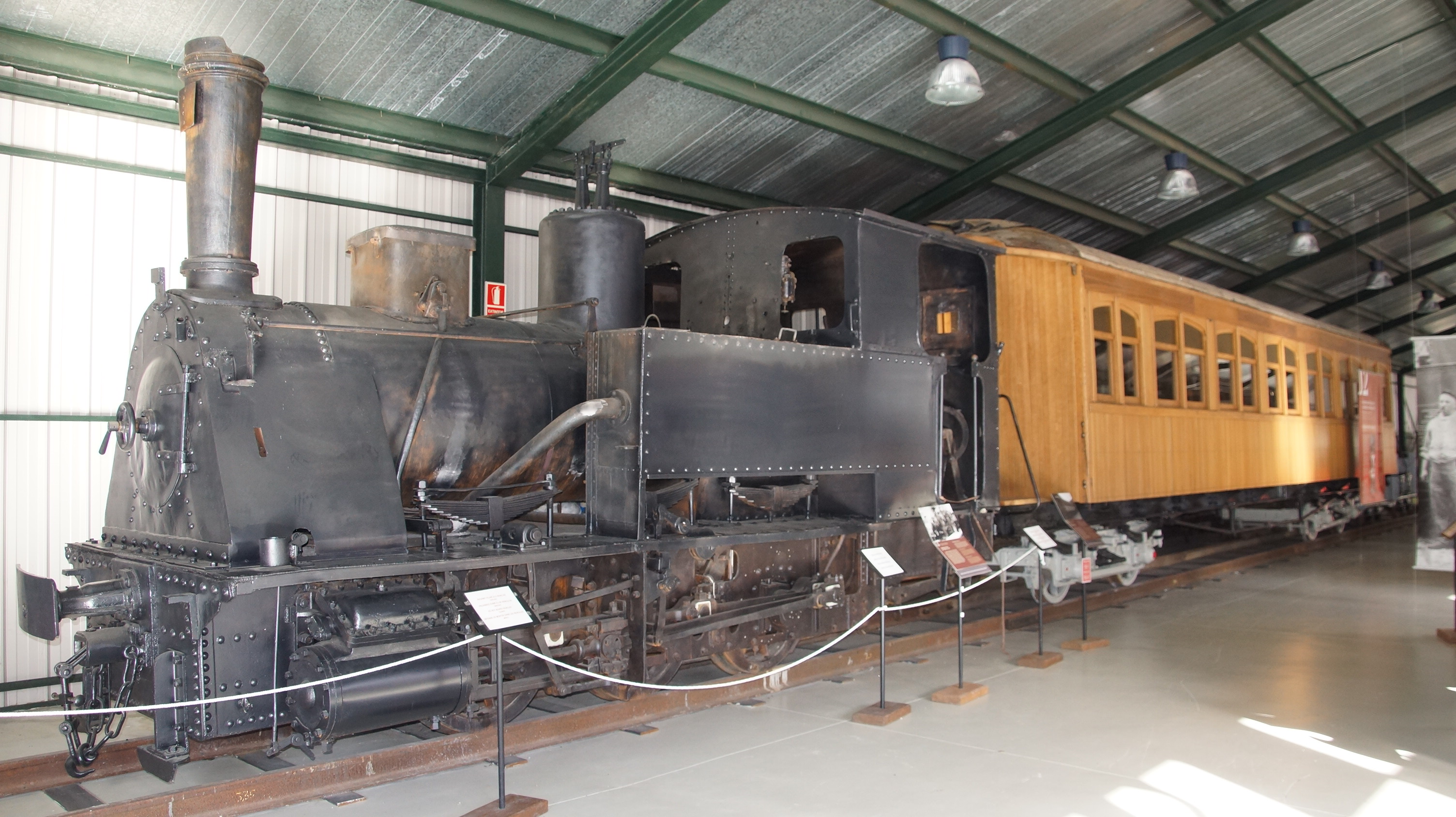
Georg Krauss, 1896
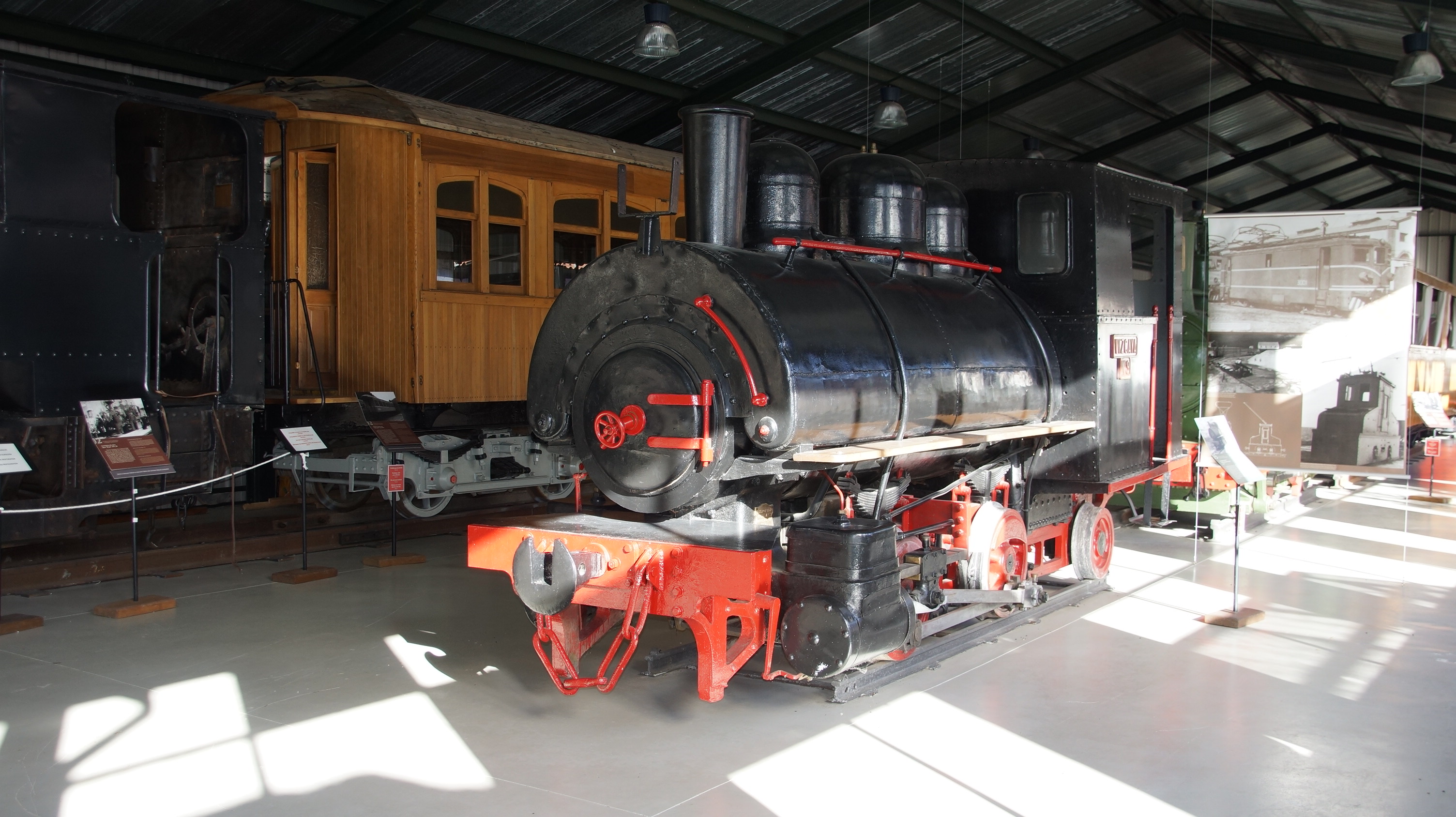
1000 mm H. K. Porter, 1912
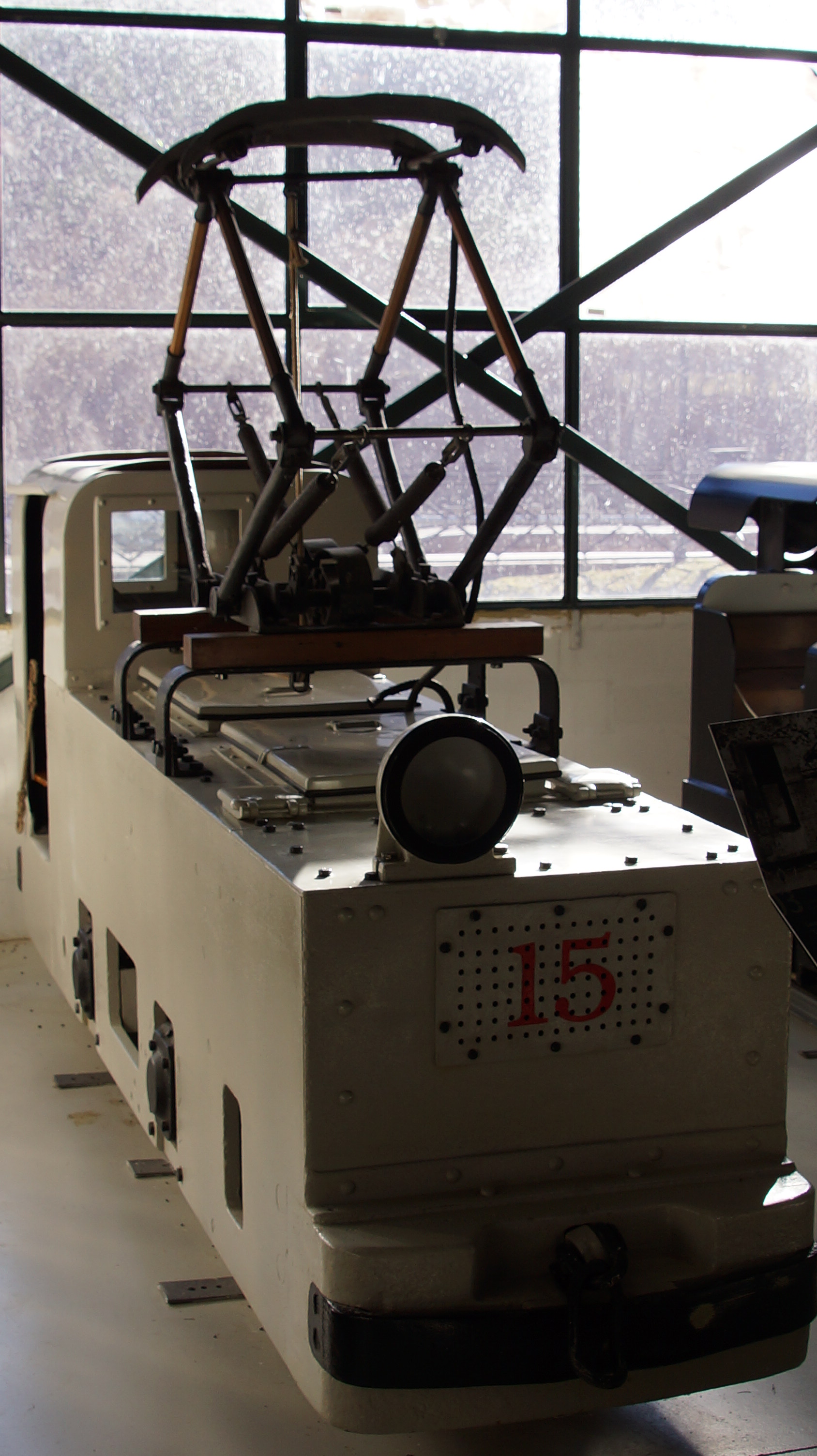
500 mm AEG, 1929
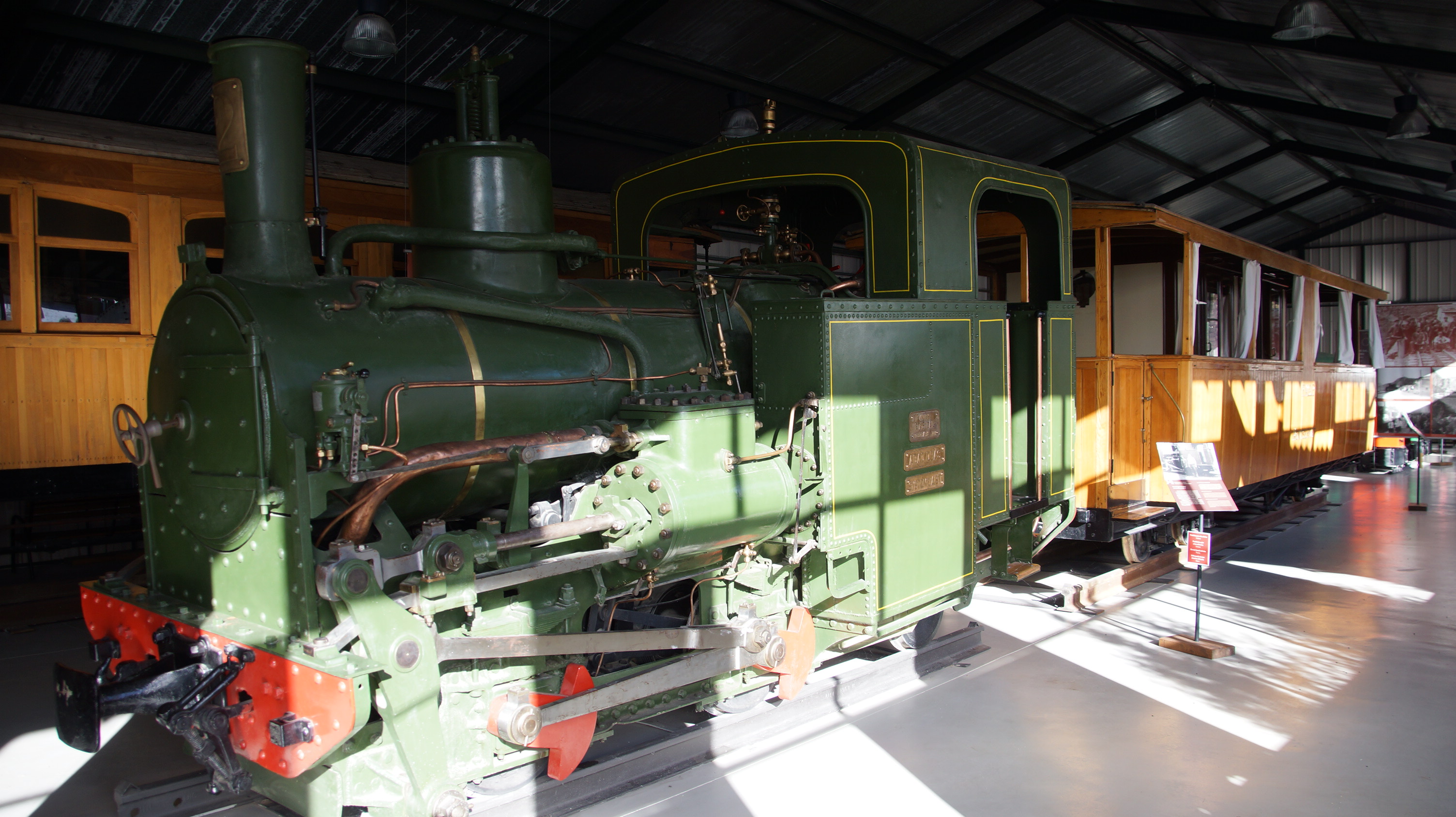
600 mm La Meuse, 1901

- Iglesia parroquial de Santa María. Es de estilo barroco, del siglo XVIII, y en su interior se encuentra un cristo en majestad procedente del monasterio de Santa María de Lillet. Se trata de una talla de madera policromada del siglo XII de 1,45 metros de altura.
- Iglesia de Sant Miquel de Lillet, del siglo XII. Su construcción es peculiar ya que tiene planta circular y tiene adosado un ábside también en semicírculo. La cubierta de la nave es con cúpula semiesférica mientras que la del ábside es de cuarto de esfera. En la puerta de entrada se encuentra un arco de medio punto con dovelas.

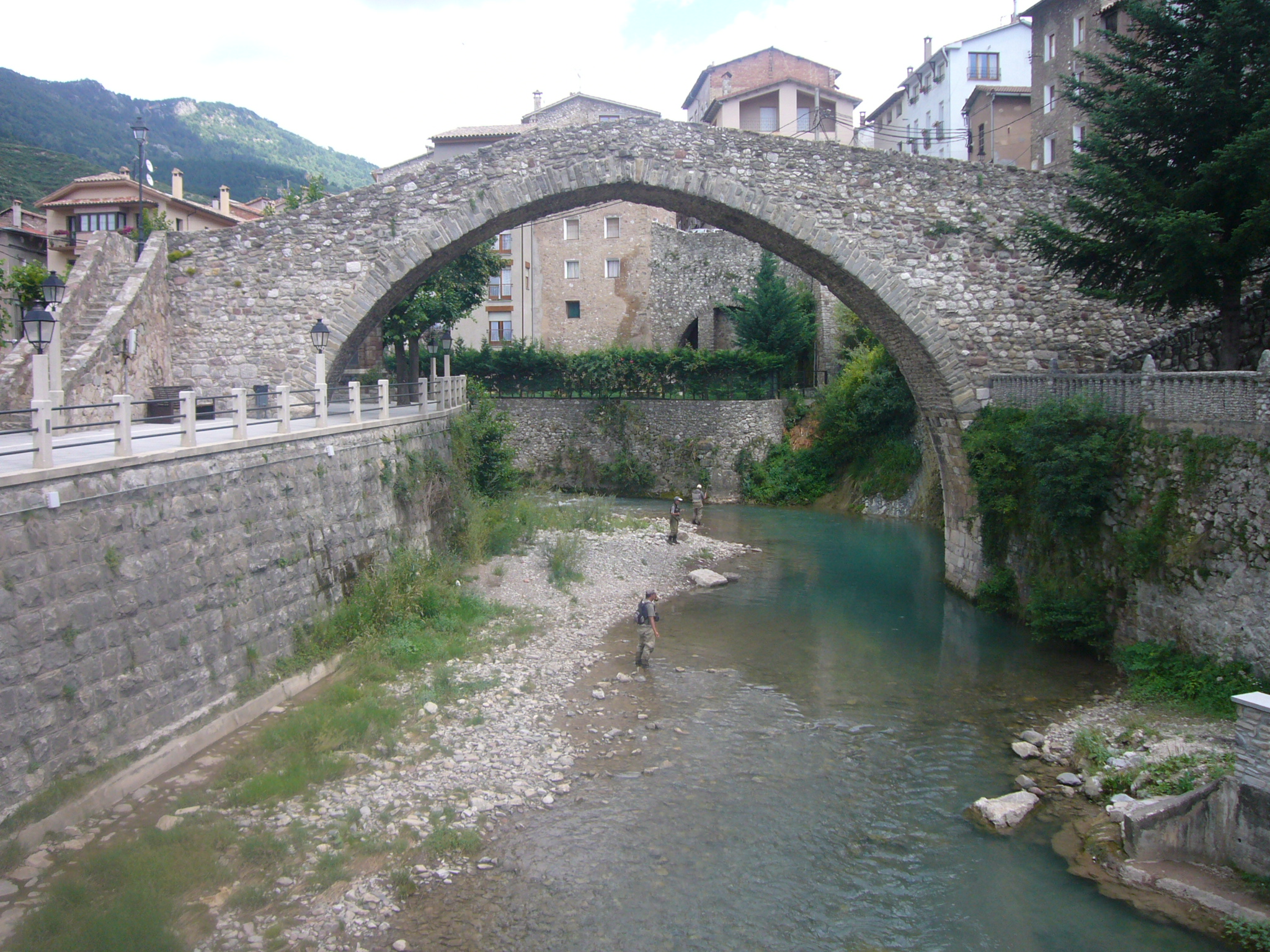
El puente de Pobla de Lillet

- Los puentes. Existen cuatro puentes que lo atraviesan. El más destacado es el conocido como Pont Vell de estilo románico, formado por un arco de medio punto, construido entre los siglos XII y XIII. El pont de la Petita es del siglo XVII y tiene un solo arco rebajado.
- Castillo de la Pobla de Lillet. Declarado bien de interés cultural en 1988. Del antiguo castillo de la villa tan sólo se conserva parte de una pared y una ventana.
- Los Jardines de Can Artigas, obra del arquitecto Antoni Gaudí. Gaudí los construyó por encargo directo de Joan Artigas quien poseía un terreno de cuatro hectáreas en el curso alto del río Llobregat. Los jardines fueron restaurados en 1991.
- El chalet de Catllaràs, obra igualmente de Gaudí de 1905.
- Santuario de Santa María de Falgars. De origen románico. Aunque fue reconstruida por completo en el siglo XVII conserva la portalada original. En su interior se venera una imagen de la Virgen de la Leche realizada en alabastro. Es de estilo gótico, datada en el siglo XIV. Otro templo románico es el de Santa Cecília de Riutort. Construida en el siglo XI sobre la cima de una colina, es de nave única con cubierta de bóveda de cañón. Tiene una pequeña cripta en la que se cree se veneraban algunas reliquias. El ábside ha desaparecido por completo.
- Monasterio de Santa María de Lillet. Declarado bien de interés cultural en 1999.